# Кузенево
Кузенево — деревня в Троицком административном округе Москвы  (до 1 июля 2012 года была в составе Подольского района Московской области). Входит в состав поселения Щаповское.

## Население
| 2002 | 2006 | 2010 |
| ---- | ---- | ---- |
| 90   | ↘83  | ↗104 |

Согласно Всероссийской переписи, в 2002 году в деревне проживало 90 человек (40 мужчин и 50 женщин). По данным на 2005 год в деревне проживало 83 человека.

## Расположение
Деревня Кузенево расположена примерно в 52 км к юго-западу от центра Москвы. Ближайшие населённые пункты — деревни Пёсье и Иваньково.